# Diplotropis duckei
Diplotropis duckei är en ärtväxtart som beskrevs av Gennady Pavlovich Yakovlev. Diplotropis duckei ingår i släktet Diplotropis och familjen ärtväxter. Inga underarter finns listade i Catalogue of Life.